# Vittorio Bottego

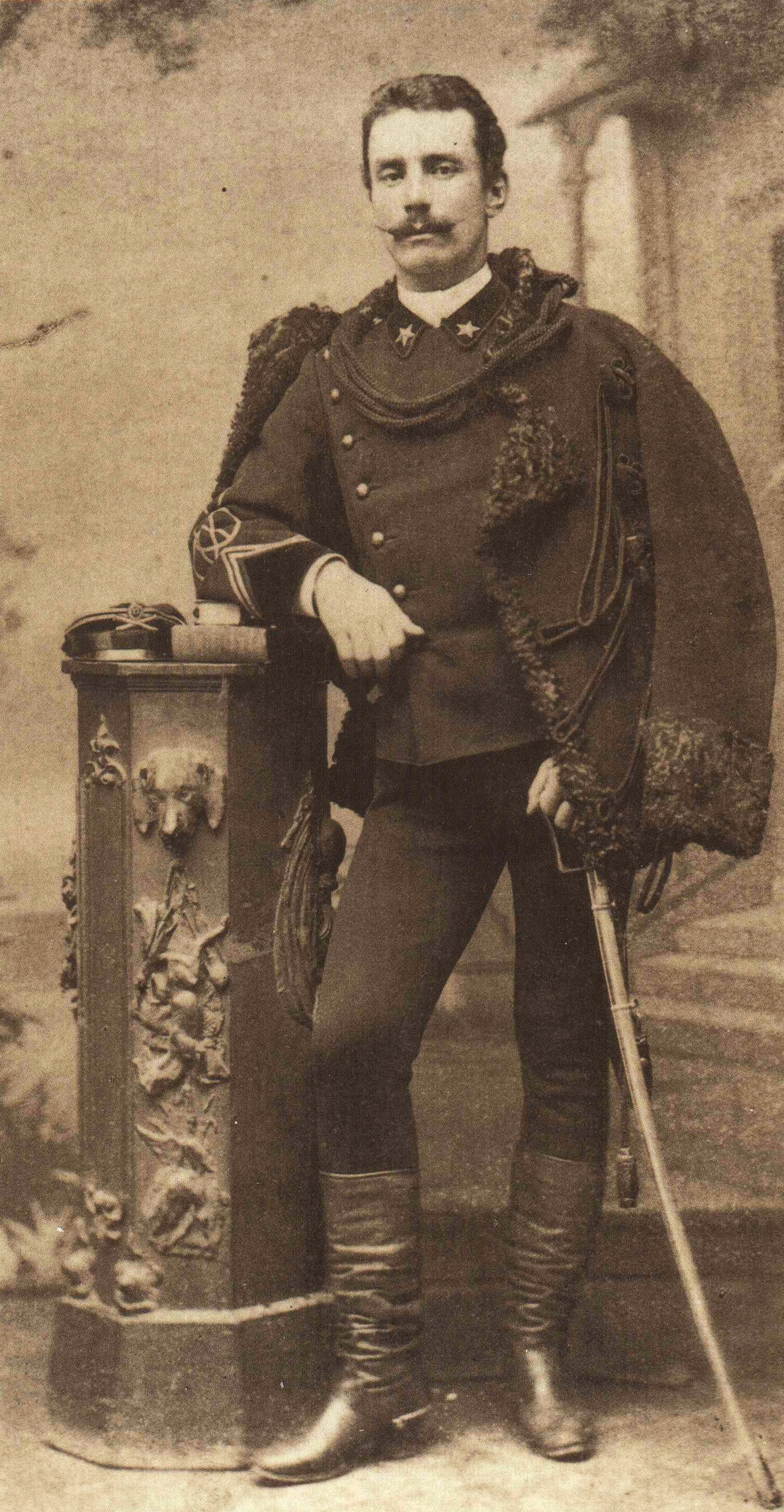
Vittorio Bottego (um 1889)

Vittorio Bottego (* 29. Juli 1860 in Parma; † 17. März 1897 in Oromiya, Äthiopien) war ein italienischer Afrikaforscher.
Der Offizier Bottego unternahm Ende des 19. Jahrhunderts zwei Expeditionen ans Horn von Afrika: Die erste (1892–93) führte ihn ins heutige Somalia, wo er als einer der ersten Europäer das Jubaland und die Gebiete rund um die Flüsse Webi und Imi erforschte.
1895–1897 kehrte er ins immer noch unerforschte obere Jubaland zurück und erkundete den Rudolfsee, den Sobat und den Omo. Danach versuchte er über äthiopisches Territorium zurück an die Küste zu gelangen, was ein äußerst gefährliches Unterfangen war, da sich das äthiopische Kaiserreich gerade im Krieg mit Italien befand. Nahe Oromiya wurde sein Expeditionstrupp von Kriegern eines Stammes der Oromo attackiert und Bottego fand den Tod im Kampf. Bottegos sterbliche Überreste wurden nie gefunden, die Geschichte seiner letzten Expedition wurde von zwei seiner Begleiter, Vannutelli und Citerni, erzählt, welche den Kampf überlebten und sich zwei Jahre lang in Kriegsgefangenschaft Meneliks II. befanden.